# Ронда Джо Петти
Ронда Джо Петти (англ. Rhonda Jo Petty, род. 30 марта 1955, Северный Голливуд, Калифорния) — американская порноактриса, член Залов славы AVN, XRCO и  Legends of Erotica.

## Биография и карьера
Родилась 30 марта 1955 года в Северном Голливуде, выросла в Чатсворте. Первой главной ролью Петти стал фильм Disco Lady из-за её внешнего сходства с популярной в то время актрисой Фэррой Фосетт. Её в самом деле продвигали как «двойника Фэрры Фосетт», что также было маркетинговым ходом Little Orphan Dusty, выпущенного примерно в то же время. Соответственно, её другой сценический псевдоним, «Сара Доусетт», эксплуатировал это сходство. Однако грудь у Петти была явно больше, чем у настоящей Фосетт — физический аспект, который приукрашивал «двойника».
Петти была популярна, потому что была уникальна в отрасли для своего времени 1970-х годов; она брила интимные зоны и часто принимала участие в необычных тогда сценах фистинга. Она снималась в многочисленных фильмах с ранним порно-идолом Джоном Холмсом, а также часто выступала в лесбийских сценах. Пик карьеры пришёлся на конец 1970-х и начало–середину 1980-х годов.
Петти снялась в фильме, в котором дебютировала будущая жена Холмса, Лори Роуз, которая тогда использовала сценический псевдоним Misty Dawn; это был The Greatest Little Cathouse in Las Vegas, выпущенный в 1982 году. Петти «стала одной из любимых актрис [Лори] на долгое время».
По данным Internet Adult Film Database, Петти ушла из индустрии в 1991 году.